# Audea endophaea
Audea endophaea là một loài bướm đêm trong họ Erebidae.